# 湯沢文化会館
湯沢文化会館（ゆざわぶんかかいかん）は、秋田県湯沢市に所在する多目的ホール。湯沢市湯沢文化会館条例に基づき設置された社会教育施設である。

## 概要
1979年（昭和54年）開館。東北中央自動車道の湯沢ICから約1分。また道路を挟んで「湯沢市文化交流センター」や「湯沢市総合体育館」などに隣接していて、湯沢市の文化活動、スポーツ活動の拠点となっている。
施設の老朽化などが進んでいることから、2022年（令和4年）6月に「湯沢文化会館機能向上事業計画」を策定。2025年（令和7年）4月1日にリニューアルオープンした。

## 施設
建物は鉄骨鉄筋コンクリート造地上3階である。以下の施設からなる。

### 大ホール
- 面積：1,045m2
- 客席：1200席
- 収容人数：1303人（固定席：1,084席、移動席：116席、立見席：100席、車椅子：3台分)
  - 座席表
- 楽屋：4部屋

### 中ホール
- 収容人数：300人（移動席)
- 楽屋：2部屋

### 会議室
第1会議室
- 洋室
- 面積：67.2m2
- 収容人数：30人

第2会議室
- 洋室
- 面積：78.6m2
- 収容人数：60人

第3会議室
- 和室
- 面積：21畳
- 収容人数：30人

第3会議室
- 和室
- 面積：33畳
- 収容人数：40人

## アクセス
自動車
東北中央自動車道 湯沢ICから1分。
駐車場：400台
鉄道
東日本旅客鉄道（JR東日本） 奥羽本線 湯沢駅から徒歩で約20分。
- 湯沢文化会館への交通案内